# Oppido Mamertina
Oppido Mamertina – miejscowość i gmina we Włoszech, w regionie Kalabria, w prowincji Reggio Calabria.
Według danych na rok 2004 gminę zamieszkiwało 5555 osób, 95,8 os./km².